# United States Alaskan Command

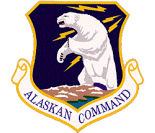
Wappen des Alaskan Command

Das United States Alaskan Command (ALCOM) ist ein teilstreitkräfteübergreifendes Verbundkommando und ein Großverband der US-Streitkräfte. Es untersteht dem Regionalkommando US Pacific Command (PACOM) und führt als Unterregionalkommando alle Streitkräfte in Alaska, allerdings sind die militärischen Einrichtungen in Alaska Teil des US Northern Command (NORTHCOM). Kommandierender General ist Lieutenant General Case Cunningham (US Air Force). Das Hauptquartier befindet sich auf der Elmendorf Air Force Base in Anchorage im US-Bundesstaat Alaska.

## Geschichte
Das Alaskan Command wurde am 1. Januar 1947 aufgestellt und als Sub-Unified Command für die Region Alaska dem US Pacific Command unterstellt. Ursprünglich war das ALCOM ein direkt dem Stabschef der Joint Chiefs of Staff unterstelltes Kommando. Hintergrund für die Einrichtung eines Verbundkommandos waren die schlechten Erfahrungen aus dem Zweiten Weltkrieg, als Konkurrenzdenken unter den einzelnen Teilstreitkräften das Vertreiben der Japanischen Truppen von den westlichen Inseln Attu und Kiska der Aleuten-Inseln Attu und Kiska unnötig hinderte. Die strategische Lage Alaskas und dessen besonderen klimatischen Verhältnisse aber auch humanitäre Hilfsaktionen, wie 1964 bei einem Erdbeben in der Region, waren eine ständige Herausforderung für das ALCOM. Die ursprünglichen Komponentenkommandos des ALCOM waren das Alaska Air Command, die US Army Alaska (USARAK) und die Navy Alaskan Sea Frontier (Marine-Alaska-See-Front). 1971 wurde die Marine-Alaska-See-Front im Rahmen der allgemeinen Demobilisierung nach dem Vietnamkrieg deaktiviert und das Gebiet der Aleuten an das PACOM abgegeben, was eigentlich dem Prinzip eines regionalen Verbundkommandos widersprach. 1974 wurde auch die Heereskomponente USARAK aufgelöst und 1975 schließlich das ALCOM selbst. Stattdessen wurde die Joint Task Force-Alaska ins Leben gerufen, welche aber nur im Falle eines militärischen Angriffs oder bei Naturkatastrophen in der Region aktiviert worden wäre und den Status einer provisorischen Einheit nie überwand. 1989 wurde das Alaskan Command wieder neu eingerichtet, ihm wieder drei Komponentenkommandos unterstellt und die militärische Verantwortung für die Region übertragen. Durch diese organisatorische Maßnahme wurde man im Verteidigungsministerium wieder der besonderen strategischen Lage der Region gerecht, die sie auch nach dem Kalten Krieg nicht verloren hat.

## Auftrag
Das Alaskan Command führt als oberste Kommandoeinrichtung sämtliche militärischen Verbände der einzelnen Teilstreitkräfte, der Nationalgarde und der Reserve und stellte deren Einsatzbereitschaft sicher. Es stellt die territoriale Integrität des Bundesstaates Alaska und der angrenzenden Gewässer sicher und ist der äußerste Posten der kontinentalen strategischen Frühwarnkette des North American Aerospace Defense Command (NORAD). Als oberste militärische Kommandoeinrichtung unterstützt sie auch zivile Behörden in ihrer Aufgabe des Schutzes und der Erhaltung der infrastrukturellen Einrichtungen, falls erforderlich und angefordert.

## Organisation
- US Army Forces Alaska (USARAK) mit Hauptquartier in Fort Richardson.[2]

Die Army-Komponente des ALCOM bilden das  1st Stryker Brigade Combat Team, Lancers, stationiert in Fort Wainwright, das 4th Infantry Brigade Combat Team (IBCT) (Airborne), Spartan (Luftlandebrigade), beides Verbände der 25. US-Infanteriedivision auf Hawaii und die Arctic Support Brigade (ASB) (arktische Unterstützungsbrigade) in Fort Richardson.
- Eleventh Air Force mit Hauptquartier auf der Elmendorf Air Force Base

Die Luftkomponente des ALCOM bildet die 11th Air Force (11. Luftflotte), bestehend aus dem 3rd Wing (3. Geschwader), dem 354th Fighter Wing (354. Kampfgeschwader), der 611th Air Operations Group (611. Einsatzgruppe) und der 611th Air Support Group (611. Luftunterstützungsgruppe)
- US Naval Forces Alaska mit Hauptquartier in Juneau.

Die Einsatzkräfte der Navykomponente des ALCOM bildet die US-Küstenwache, die in Friedenszeiten dem Ministerium für Innere Sicherheit der Vereinigten Staaten untersteht, im Krieg jedoch dem Verteidigungsministerium und damit dem ALCOM.
Die Stützpunkte des 17. Bezirks der Küstenwache befinden sich Petersburg, Juneau, Ketchikan, Homer, Seward, Tok, Anchorage, Kenai, Valdez, Nome, St. Paul, außerdem gibt es drei Flugplätze (air stations) auf Kodiak, Sitka und, nur saisonal betrieben, in Cordova.
- Joint Task Force-Alaska (JTF-AK)

Die Joint Rear Area Coordination-Alaska (JRAC-AK), eine Einsatzgruppe für die In-(Hinter-)landkoordination für Alaska, eine Einheit für Terrorismusbekämpfung, wurde nach den Terroranschlägen am 11. September 2001 neu aufgestellt um die Aufgabe des Ministeriums für Innere Sicherheit in der Region wahrzunehmen, wurde aber im Februar 2003 aufgelöst und durch die Joint Task Force-Alaska (JTF-AK) (Verbundene Einsatzgruppe Alaska) ersetzt. Die JTF-AK arbeitet sowohl dem ALCOM als auch dem NORTHCOM zu. Damit sind Teile der Verantwortung des Ministeriums wieder zurück an das Militär gegangen.

## Kommandeure
Die Kommandeure des Alaskan Commands kommandieren in Personalunion auch den für Alaska zuständigen Teil des North American Aerospace Defense Commands (NORAD) und die 11. Luftflotte. Eine Liste der Oberbefehlshaber seit 1990 kann im Artikel über diese Luftflotte eingesehen werden.

## Verweise